# El Planelló
El Planelló és una masia barroca i cabanya de Tona (Osona) inclosa a l'Inventari del Patrimoni Arquitectònic de Catalunya.

## Descripció
La tipologia del Planelló és singular, puix que reflecteix l'evolució que ha seguit la masia al llarg dels temps. Inicialment era una masia que ocupava només la part meridional. Podem dir que seria una masia de planta rectangular, coberta a doble vessant, amb la porta de testera recta on hi ha una llinda amb la data de construcció gravada (1630). Més tard, s'hi adossaria una altra masia, per la banda occidental, de la mateixa estructura, però inversa, amb el portal dovellat, i una era davant la porta. La llinda de la porta d'accés a la lliça conserva gravada la data de 1786. Durant anys, a cada casa hi habitava una família i, les cases s'anomenaven Planelló de Dalt i Planelló de Baix. A més el Planelló de Dalt tenia una masoveria que era l'actual cabanya. Actualment torna a ser un sola casa. El parament és molt irregular i l'única gran diferència entre una i altra masia és que en el Planelló de Dalt hi ha trossos de tàpia a la part alta del mur.

### Cabanya
La majoria de les masies tenien una cabanya on emmagatzemaven la palla, els farratges o les eines. És molt interessant la tècnica constructiva de l'aparell. A les filades més properes als fonaments, l'aparell és de grans carreus de pedra, que s'assenten sobre una massa de pedra i terra, a manera de rasa. Després l'aparell és de carreuons irregulars agafats amb morter de calç i disposats en filades també irregulars. A la part més alta de la cabanya, el mur és de tàpia, culminant amb una filada de carreuons plans que sostenen la coberta de lloses de pedra.

## Història
En el testament de Joan Planell (1227) consta com a marmessor Girbau de Planelló. Els hereus varen adquirir, dels amos de Vall-llobera, una extensió d'unes vint quarteres, la majoria lloc de bosc i pastures amb alguns nuclis de terra de cultiu. Era el lloc conegut com a Puig de St. Valentí perquè pagaven censos i rèdits a beneficis de Sant Valentí, de l'església de Tona. Un dels límits era el camí de Vic a Moià. Alguns membres de la família foren batlles de Tona (1841, 1846, 1855, 1856).